# Beauty and the Bad Man
Beauty and the Bad Man è un film muto del 1925 diretto da William Worthington. La sceneggiatura si basa su Cornflower Cassie's Concert, racconto di Peter B. Kyne pubblicato su Cosmopolitan nel febbraio 1924.

## Produzione
Il film fu prodotto dalla Peninsula Studios.

## Distribuzione
Il copyright del film, richiesto dalla Peninsula Studios, Inc., fu registrato il 24 aprile 1925 con il numero LP21402.
Distribuito dalla Producers Distributing Corporation (PDC), il film uscì nelle sale cinematografiche USA il 29 marzo 1925.
Non si conoscono copie ancora esistenti della pellicola che viene considerata presumibilmente perduta.